# Бетина Хайнен-Айех
Бетина Хайнен-Айех (на немски: Bettina Heinen-Ayech) е немска художничка. Тя става известна с колоритните си пейзажи от Алжир. Между 1955 и 2017 г. има много изложби по целия свят и печели няколко награди. Хайнен-Айех умира на 7 юни 2020 г.

## Биография
Бетина Хайнен е дъщеря на Йохан Якоб Йозеф „Ханс“ Хайнен (1895 – 1961), журналист, роден в Баухем, Германия. Дълги години той е бил главен редактор на Solinger Tageblatt и на индустриалния вестник Eberswalder Offertenblatt. Изявява се и като лирик и драматург. Майка ѝ, Ерна Щайнхоф-Хайнен (1898 – 1969), е родена в Дюселдорф и произхожда от вестфалско семейство от района на Зост. Бетина Хайнен има двама братя и сестра; децата израстват в Солинген, Германия, в дом, характеризиращ се с любов към изкуството и откритост в отношенията. Семейството живее в стара фахверкова[поясни] къща в района на Хьохшайд, която е била на надзирател в местна оловна мина; в тази къща Хайнен отсяда до дълбока старост по време на престоите си в родния си град.
По време на Втората световна война от 1942 г. Бетина Хайнен живее с майка си и сестра си в Кройцтал-Айзенбах близо до Исни в Алгой, а по-късно към тях се присъединява художникът и семеен приятел Ервин Бовин, който се завръща в Германия през 1942 г. след десетгодишен престой в Нидерландия и постоянно бяга от нацистките власти. Баща ѝ, Ханс Хайнен, го последва през 1944 г. след публикацията на статия за истинското състояние на Германия. В Кройцтал пристигат заповеди за арест на Ханс Бовин, които „пощенската служителка скъсва“, както по-късно казва Хайнен.
От 1948 до 1954 г. Бетина учи в девическата гимназия Август Дике в Солинген, където учителка открива и насърчава нейния талант. Тя получава първото си артистично обучение от Бовин, който остава неин ментор до смъртта си. От 1954 г. посещава Kölner Werkschulen и там класа на Ото Герстер за монументална стенопис, като е освободена от три подготвителни класа. През 1955 г. творби на Бетина Хайнен – 20 акварела и рисунки – са изложени за първи път в Курзаал в Бад Хомбург. Картини на тогавашната 18-годишна Бетина Хайнен са включени от франкфуртската галеристка Хана Бекер фон Рат в груповата изложба Съвременно немско изкуство (1955/56 г.), в която са изложени заедно с произведения на изкуството на Карл Шмид-Ротлуф, Паул Клее, Макс Бекман, Макс Ернст, Ернст Лудвиг Кирхнер и Кете Колвиц на турне в Южна Америка, Африка и Азия. Шмид-Ротлуф я съветва: „Бетина, остани вярна на себе си!“
Следва обучение при Херман Каспар в Художествената академия в Мюнхен и пътувания до Тичино в Швейцария. От 1958 г. Бетина учи в Кралската датска академия по изкуствата в Копенхаген и прави първото от няколкото пътувания до Норвегия, където купува малка къща в подножието на водопада „Седемте сестри“. През 1959 и 1962 г. Бетина Хайнен получава субсидии от Министерството на културата на Северен Рейн-Вестфалия. Следват живописни престои в Силт, Тичино и Норвегия, както и в Париж. През 1962 г. Бетина Хайнен прави първото си пътуване до Северна Африка, когато е поканена в Кайро от Германския културен институт.
През 1960 г. Бетина среща бъдещия си съпруг, алжиреца Абделхамид Айех (1926 – 2010), в Люксембургската градина в Париж, когато тя рисува там с Бовин. Две години след раждането на дъщеря им Даяна през 1961 г. семейството се премества в Гуелма, родния град на Айех в Алжир, който междувременно вече е получил независимост от Франция. Нейният син Харун е роден през 1969 г. През следващите десетилетия Бетина Хайнен-Айех пътува непрекъснато между Солинген и Алжир, където в търсене на мотиви става популярен образ с колата си, „таратайка, която някога е била R4“, с „неизбежното цигаре в ъгъла на устата.“ Нейната любов към Алжир се основава и на любовта ѝ към съпруга ѝ Хамид, „свободен и смел човек“, както казва Хайнен.
През 1968 г. за пръв път творби на Бетина Хайнен-Айех са закупени от Националния музей в Алжир (Musée National des beaux-arts d'Alger), а през 1976 г. тя е удостоена с Голямата награда на град Алжир. През същата година става президент на Приятелския кръг на Ервин Бовин (Бовин умира през 1972 г.). През 1992 г. ретроспекция на 120 нейни картини е изложена в Националния музей на изящните изкуства в Алжир. През 1993 г. получава Културната награда на Солингенската гражданска фондация Баден. През 2004 г. в Алжир е организирана втора голяма ретроспекция на нейни творби, като изложбата е под патронажа на тогавашния алжирски министър на културата Халида Туми; през 2006 г. Бетина отново е отличена от алжирското правителство. През същата година, по време на нейно отсъствие, къщата ѝ в Солинген е разбита и шест картини на Ервин Бовин са умишлено откраднати.
До 2018 г. картините на Хайнен-Айех са излагани в над 100 самостоятелни и множество групови изложби в Европа, Америка и Африка. Първото ѝ име „Бетина“ е утвърдено като нейно артистично име, изписвано и на арабски بتينا. Животът и творчеството на Бетина Хайнен-Айех са изобразени в книги и филми. През 2012 г. тя се завръща в Кройцтал в Алгой за първи път след войната и е придружена от телевизионен екип на Баварския радиоразпръсквателен център.
Бетина Хайнен-Айех умира в Мюнхен на 7 юни 2020 г. на 82-годишна възраст. През 2020 г. на къщата, в която е израснала, известна като „Черната къща“, е поставена паметна плоча за нея и нейните приятели от колонията на художниците.

## Творчество
Бетина Хайнен-Айех владее всички техники на рисуване, но предпочита рисуването с акварел. Като художник, който рисува на открито, тя създава множество пейзажи, по-рядко портрети. По време на престоя си в Алжир развива своя собствена техника: поради сухия въздух в Гуелма акварелите там не се преливат един в друг, както в Европа, а изсъхват бързо. Въз основа на това тя разработва свой собствен метод на работа: „Съчетавам силните цветове като мозайка, цветен щрих до цветен щрих“, казва Бетина Хайнен-Айех. При комбинирането си наситените цветове създават ярък образ на пейзажите и светлината в Алжир. През годините на тероризма от 1990 г. до 2000 г., тя казва, че е можела да рисува само портрети, натюрморти и сцени, гледани от прозореца в Алжир, защото не е можела да пътува. В Алжир обаче Хайнен-Айех не е можела да рисува портрети или натюрморти.
В Алжир обаче се променя не само техниката ѝ, но и личността ѝ, смята Бетина Хайнен-Айех. Тя се отдалечава от своите „европейски предразсъдъци“ и се „вслушва“ в красивата природа в Гуелма: „Южната планина, Махуна, нейните полета пленяват и пленяват всичките ми сетива и запазват фантазиите ми. Рисувам този регион през пролетта, докато зеленината на полетата, осеяни с червени точки – макове – грее във всичките си тонове, далеч от плътната зеленина на Европа; през лятото, когато сините и лилави върхове се издигат над чудното злато на житните поля; през зимата, когато червеното на земята има невероятна сила, която може да се изобрази толкова трудно!“
През 1967 г. журналистът Макс Мецкер пише за Бетина Хайнен-Айех в Düsseldorfer Nachrichten: „Тя е способна да направи пейзажа достъпен дори за тези, които не го познават. Портретите са не само образи на хора, но същевременно описания на душата, които достигат дълбините.“